# استافیلوکوکوس اورئوس مقاوم به متی‌سیلین
استافیلوکوک اورئوس مقاوم به متی سیلین (مِرسا) (به انگلیسی: Methicillin-resistant Staphylococcus aureus (MRSA))
یکی از عمده‌ترین زیرگونه‌های استافیلوکوک (به لاتین: Staphylococcus) است و تفاوت آن با سایر زیر گونه‌ها، مؤثر نبودن آنتی‌بیوتیک‌های معمولی در درمان آن است.
استافیلوکوک که در زبان یونانی به معنای خوشه انگور می‌باشد به‌طور عام، نام گروهی از باکتری‌ها است که در زیر میکروسکوپ به صورت گرد (کوکسی) بوده و کنار همدیگر و به شکل خوشه انگور قرار گرفته‌اند.
استافیلوکوک‌ها، ۳۳ زیرگونه دارند. بیشتر آن‌ها بی‌خطرند و به صورت طبیعی روی پوست اکثر افراد وجود دارند و در خاک نیز زندگی می‌کنند اما گونه‌های بیماری‌زا نیز در بین استافیلوکوک‌ها وجود دارند که می‌توانند مسمومیت غذایی، استفراغ یا گاهی عفونت‌های خطرناک منجر به مرگ همچون ذات‌الریه را ایجاد کنند.
متأسفانه در کشورهای فقیر و در حال توسعه اغلب این بیماران که به عفونت های خطرناک استافیلوکوکی مبتلا می شوند درمان به وقت و مناسب صورت نگرفته در اثر مقاومت  این باکتریا به آنتی‌بیوتیک‌های معمولی ازبین می روند.
استاف اورئوس عامل بسیاری از عفونتها در بیمارستان‌ها، زندان‌ها و مراکز نگهداری می‌باشد. افراد با سیستم ایمنی ضعیف در معرض بیشترین خطر برای عفونتهای ناشی از استاف اورئوس هستند.
از شایع‌ترین زیر گونه‌های استافیلوکوک می‌توان گونه بیماریزای استافیلوکوک اورئوس (به لاتین: Staphylococcus aureus) و گونه استافیلوکوک اپیدرمیدیس (به لاتین: Staphylococcus epidermidis) را نام برد.

## استافیلوکوک اورئوس
استافیلوکوک اورئوس یک کوکسی گرم مثبت است. این باکتری در پوست بدن نیز دیده می‌شود. یکی از خطرناک ترین باکتری‌های آلوده‌کننده مواد غذایی می‌باشد. توکسین این باکتری باعث سرگیجه، اسهال و استفراغ می‌شود. این باکتری از مهم‌ترین استافیلوکوک‌ها می‌باشد.

## ساختمان آنتی ژنی استافیلوکوک اورئوس
پروتئین A:این پروتئین یکی از اجزای دیواره سلولی است که به‌طور ویژه در گونه اورئوس وجود دارد و در حدود یک سوم از آن در هنگام رشد به داخل محیط آزاد می‌شود. به صورت زنجیره‌های پروتئینی است که به ساختمان پپتیدوگلیکان اتصال یافته و در سطح سلول باکتری به شکل رشته‌هایی برجسته می‌شود. هر یک از رشته‌های پروتئینی توانایی اتصال به قطعه Fc آنتی بادی IgG را دارند. از این ویژگی در تست کواگولاسیون (ایجاد لخته) استفاده می‌شود.
پروتئین A، قدرت میتوژنی دارد و سلول‌های کشنده طبیعی را فعال می‌کند. علاوه بر این، دارای ویژگی آنتی ژنی است و به عنوان آنتی ژن اختصاصی گروه برای تعیین سرگروه‌ها استفاده می‌شود.
در داخل این باکتریا رشته ژنتیکی به نام آران‌ای وجود دارد که هنگام انتقال می‌تواند به راحتی قاطی شود. به این دلیل باکتریای استافیلوکوک اورئوس خیلی سریع  تغییر پیدا می‌کنند. دلیل سختی و طولانی بودن مبارزه با این باکتریا هم همین است - هدف گرفتن چیزی که مرتب تغییر می‌کند با واکسن و دارو کار راحتی نیست.

## گونه مقاوم

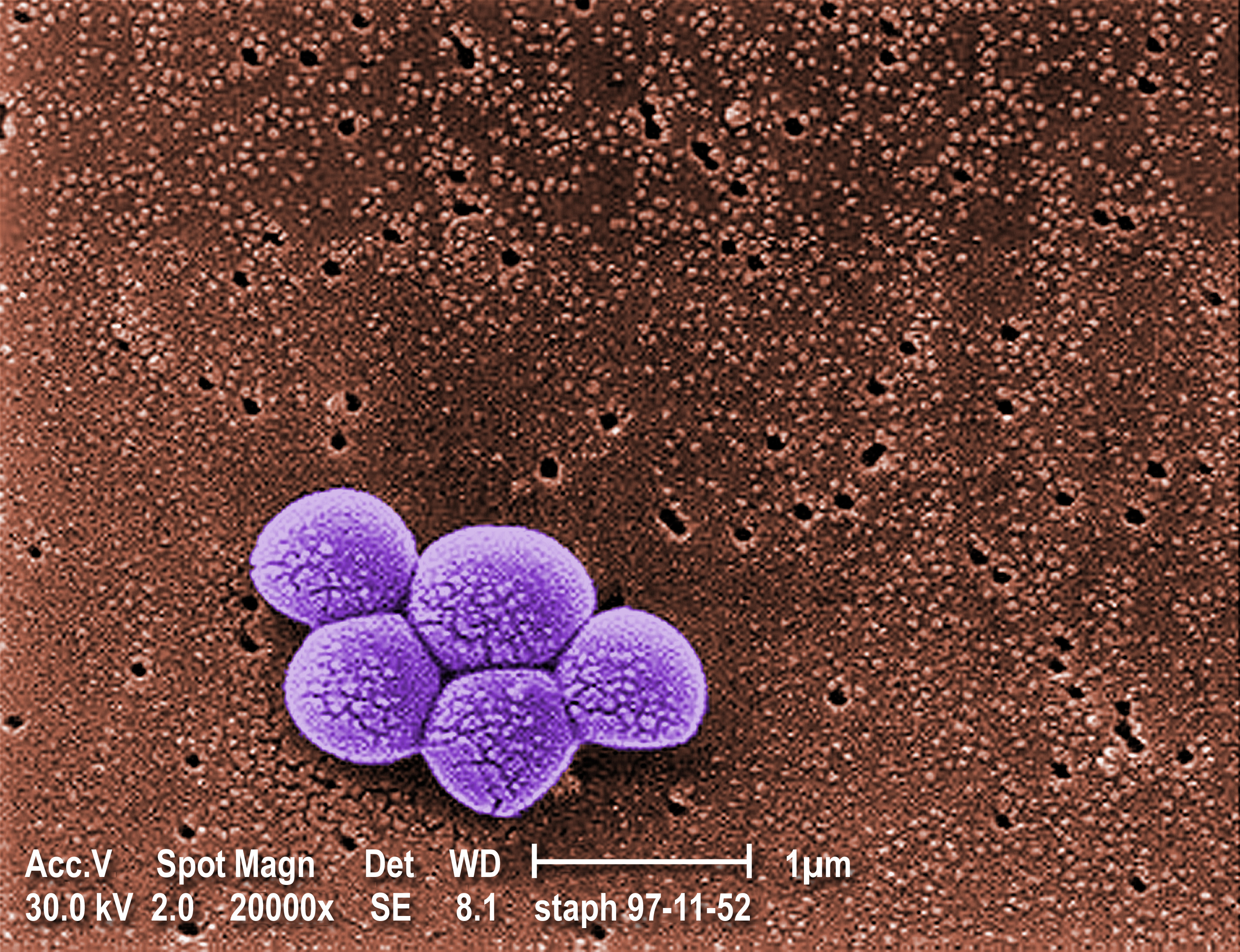
نمای میکروسکپ الکترونی

استافیلوکوک مقاوم به متی سیلین که به‌طور اختصار به آن (MRSA) گفته می‌شود عامل انواع مختلف از عفونت‌های مقاوم به آنتی بیوتیک است. این نوع از استافیلوکوک طلائی به آنتی‌بیوتیک‌های گروه بتالاکتام مثل پنی‌سیلین (متی‌سیلین-نافی‌سیلین-اُگزاسیلین) و سفالوسپورین‌ها مقاوم است به‌طوری‌که این آنتی بیوتیک‌ها در درمان عفونت‌های حاصل از آن هیچ اثری ندارند. با وجود اینکه باکتری در بدن افراد سالم نیز وجود دارد ولی مقاومت در مقابل مصرف آنتی‌بیوتیک‌ها می‌تواند منجر به ایجاد عفونت‌های شدید و حتی مرگ شود. شیوع MRSA بخصوص در عفونت‌های بیمارستانی، مراکز نگهداری بیماران، در بیماران دارای زخم باز، بیمارانی که وسایل کارگذاری شده در بدن (پروتز) دارند و همچنین در بیمارانی که ضعف سیستم ایمنی بدن دارند، بیشتر است.

## علائم و نشانه‌ها
بسیاری از افراد، این باکتری را در بینی به صورت ناقل حمل می‌کنند. آن‌ها هیچگونه علائم بالینی نشان دهنده بیماری را ندارند. در مواقعی که باکتری بیش از حد تکثیر نماید یا وارد جایگاه‌های جدید شود، می‌تواند باعث بروز عفونت های بسیار شدید و کشنده شود. مجاری تنفسی فوقانی، ریه‌ها، زخم‌های باز، و کاتترهای وریدی، و مجاری ادراری از مهم‌ترین مکان‌های شروع عفونت هستند. در بیماران دچار ضعف سیستم ایمنی بدن  تبدیل عفونت‌های ساده به عفونت ثانویه، بسیار زیاد شایع است.
پژوهش‌های علمی نشان داده‌است که علاوه بر مراقبت‌های پیشگیرانه در افرادی که با بیماران در ارتباط هستند، غربالگری و نمونه برداری از مخاط بینی بیماران موقع پذیرش در بیمارستان، می‌تواند از گسترش MRSA در بیمارستان جلوگیری کند.
گسترش عفونت بعد از جایگزینی در محل اولیه، در مدت ۲۴ تا ۴۸ ساعت صورت می‌گیرد. علائم اولیه به صورت جوش یا برجستگی قرمز کوچک پوستی یا به‌شکل محل گزش حشرات شروع شده به تدریج گسترش یافته و بزرگتر می‌گردد. سپس علائم عمومی مانند تب و بثورات قرمز پوستی منتشر ظاهر می‌گردد. در روزهای بعد ضایعه وسیع تر شده و به صورت کورک و دمل درآمده تمام منطقه مجاور ورم کرده و دردناک است.

کورک همراه آبسه

در ۷۵ درصد موارد که عفونت در پوست، ضمائم آن و نسج نرم است، به درمان سریع جواب می‌دهد اما بعضی گونه‌های باکتری که دارای قدرت تخریبی زیاد* هستند می‌توانند شرایط عفونی شدیدی را ایجاد کنند. انواع اخیر در صورتی‌که اعضای حیاتی بدن را گرفتار کنند، می‌توانند منجر به گسترش شدید عفونت در عضو و ایجاد سندرم شوک سمی، عفونت خون* یا ذات‌الریه تخریبی* شوند در این صورت هر عضو دیگر در بدن می‌تواند مبتلا گردد و اگر بموقع و به درستی معا لجه نشود احتمال مرگ و ضایعه مریض بسیار خواهد بود .از انواع شایع می‌توان به عفونت دریچه‌های قلب*، عفونت استخوان و مفاصل اشاره نمود. در مورد عفونت‌های سطحی و نسج نرم، این باکتری ایجاد آبسه می‌نماید که بایستی در اسرع وقت این آبسه‌ها توسط جراح شکافته و تخلیه شوند.

## عوامل خطر
گروه‌های اجتماعی که در خطر ابتلا هستند:
- افراد دارای نقص سیستم ایمنی (مثل بیماری ایدز - لوپوس - بیماران سرطانی - پیوند اعضا)
- بیماران مبتلا به دیابت
- بیماران مصرف‌کننده داروهای کینولون[۳]
- کودکان
- سالمندان
- معتادان تزریقی
- افراد ساکن در مکان‌های عمومی (پادگان‌های نظامی و زندان‌ها)

### بیماران بستری
احتمال گرفتاری بیماران بستری در بیمارستان‌ها یا در مراکز نگهداری بیمار، بیشتر از افراد دیگر جامعه‌است. انتقال از راه کارکنان درمانی و پرستاری، بخصوص در مواردی که نکات بهداشتی رعایت نشود نیز شایع است.

### زندان‌ها
گزارش‌های علمی متعدد، دلایل روشنی را دال بر افزایش شیوع عفونت‌ها در زندان‌های ایالتی کشور آمریکا نشان می‌دهد. عدم رعایت صحیح بهداشت و زندگی جمعی، در این عامل مؤثر است. آژانس فدرال زندان‌ها بروشورهای خاصی را برای اجرا در زندان‌ها ارائه کرده‌است.

### تماس با حیوانات
گزارش‌هایی از سرایت انواع خاصی از باکتری MRSA مانند کلون CC398 که در حیوانات اهلی مانند خوک، گاو و گوسفند دیده می‌شود، به انسان وجود دارد. این عفونت‌ها در انسان نادر است و در اکثر موارد بدون علائم بالینی است.

### ورزشکاران
گزارش‌های سال‌های اخیر افزایش قابل توجه‌ای از سرایت این باکتری در سالن‌های ورزشی و بدن سازی به افراد سالم را منتشر کرده‌است. مطالعه مرکز بهداشت ایالتی تگزاس نشان داده‌است که ابتلا به عفونت‌های این باکتری در فوتبالیست‌ها ۱۶ برابر افراد عادی است.

### کودکان
کودکان و بخصوص نوزادان در بخش‌های نوزادان در خطر بیشتری برای ابتلا قرار دارند.

## تشخیص
راه اصلی تشخیص بر پایه بررسی‌های میکروب‌شناسی در آزمایشگاه است. با روش‌های جدید می‌توان سریعتر از گذشته به تشخیص رسید. برای اثبات وجود عفونت MRSA لازم است از ترشحات محل عفونت یا از خون بیمار، ادرار یا خلط سینه نمونه‌برداری و در محیط مخصوصی کشت داده شود.

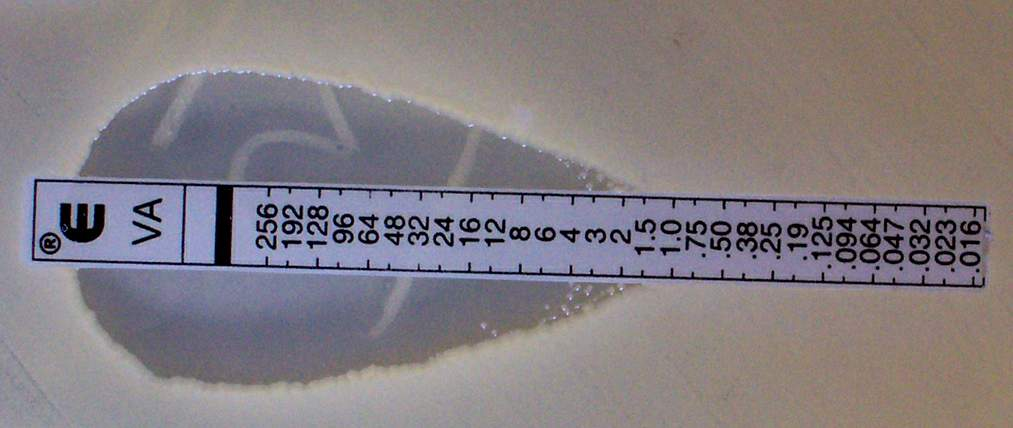
عدم رشد MRSA در حضور نوار وانکومایسین

نکته مهم اینست که چون جواب آزمایش کشت، ممکن است تا چند روز طول بکشد، لازم است پزشک معالج در موارد مشکوک هرچه زودتر درمان انتخابی خود را شروع نماید و بعد از وصول جواب کشت، درمان را ادامه دهد.
روش‌های متداول آزمایشگاهی عبارتندtest از Real-time PCR و Quantitative PCR و Latex Aglutination

## ژنتیک
انواع مختلف باکتری‌ها از آنزیمی به نام ترانس پپتیداز* برای ساختن و تقویت دیواره سلولی خود استفاده می‌کنند. آنتی‌بیوتیک‌های بتالاکتام (مثلاً گروه پنی‌سیلین)، این آنزیم را تخریب و غیرفعال می‌کنند. باکتری‌های (MRSA) دارای ژنی به نام mecA هستند که از غیرفعال کردن آن آنزیم توسط آنتی‌بیوتیک جلوگیری می‌نماید.

### نژاد و گونه‌ها
نژادهای عمده استافیلوکوک طلائی در انگلیس، عبارتند از EMRSA15 و EMRSA16 که تمام نمای ژنوم آن شناخته شده‌است. نوع اخیر همانند نژادی است که در ایالات متحده به نام ST36:USA200 شناخته می‌شود.

## پیشگیری

### غربالگری
غربالگری* برای بیماران بستری در ابتدای ورود و پذیرش از طریق برداشت نمونه از ترشحات مخاط بینی صورت می‌گیرد. هرچند غربالگری عمومی در سطح جامعه پیشنهاد نمی‌گردد مثلاً در انگلستان، برای هر بیماری که برای عمل جراحی عمده در بخش بستری می‌شود، این کار انجام می‌گردد. در یک پژوهش تحقیقاتی که در ایالات متحده آمریکا بر روی ۱۳۰۰ کودک انجام شده نشان داده شده‌است که بیش از ۲ درصد آن‌ها حامل باکتری در مخاط بینی خود هستند.

### ضدعفونی

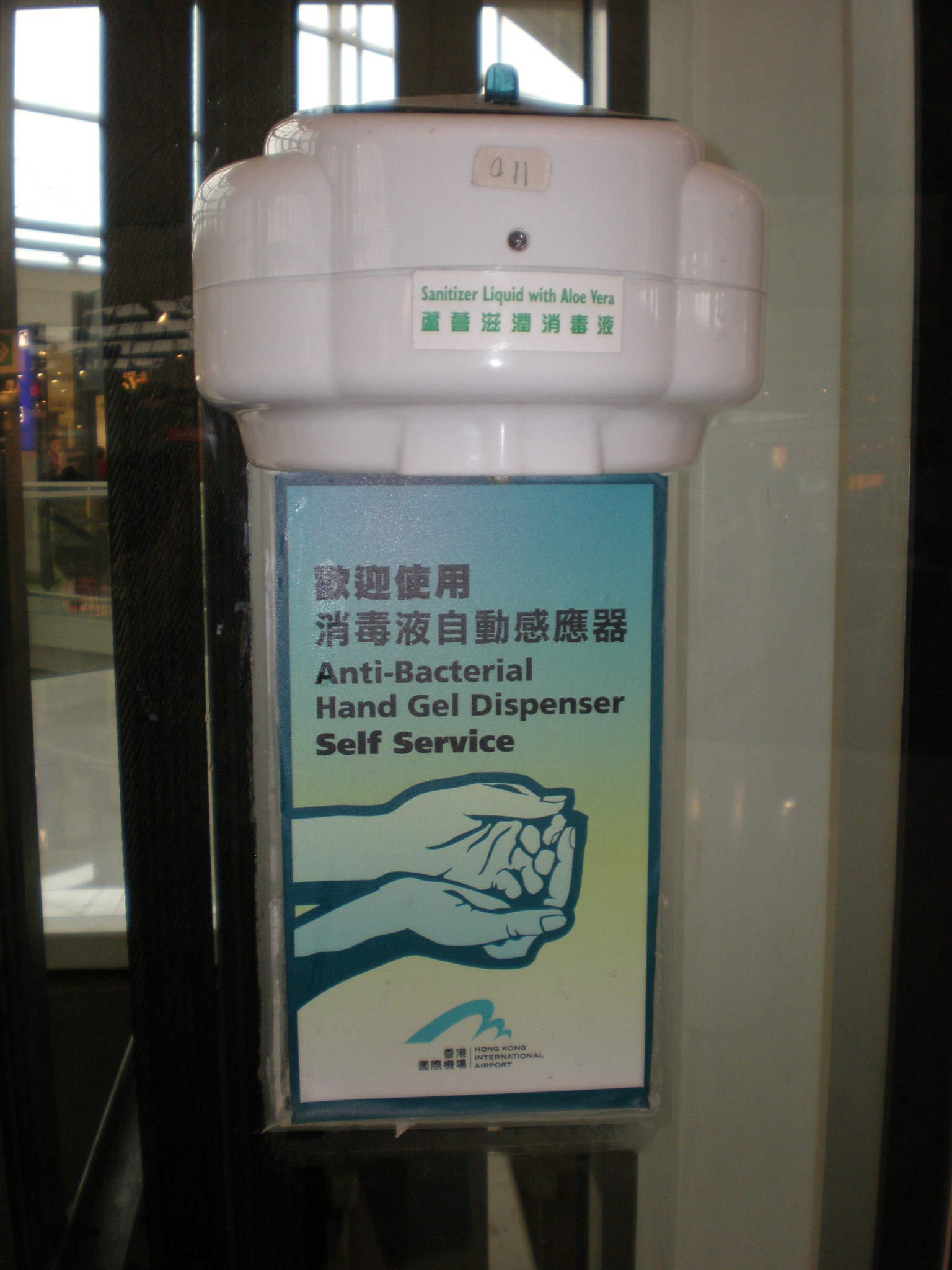
ضدعفونی دست‌ها

باتوجه به اینکه باکتری در بیمارستان‌ها در سطوح مختلف مثل میز، صندلی، پرده‌ها و لباس کارکنان می‌تواند وجود داشته باشد، ضدعفونی سطوح از اهمیت ویژه‌ای برخوردار است. از الکل، آب اکسیژنه، مواد سفیدکننده (ترکیبات دارای کلر) و موادی مثل کلرهگزیدین و بنزالکونیوم‌کلراید هم برای سطوح و هم برای شستن دست‌ها استفاده می‌شود.
ضدعفونی اتاق پس از مرخصی بیماران، یکی از موارد مهم کنترل عفونت در بیمارستان‌هاست که بایستی به دقت رعایت و انجام شود.
نکات مهم دیگر در موضوع ضدعفونی عبارتند از:
- استفاده از لباس‌های یکبار مصرف برای بیمار و کارکنان.
- انهدام صحیح وسایل و لباس‌های مصرف شده.
- جداسازی* بیماران مبتلا.

## درمان

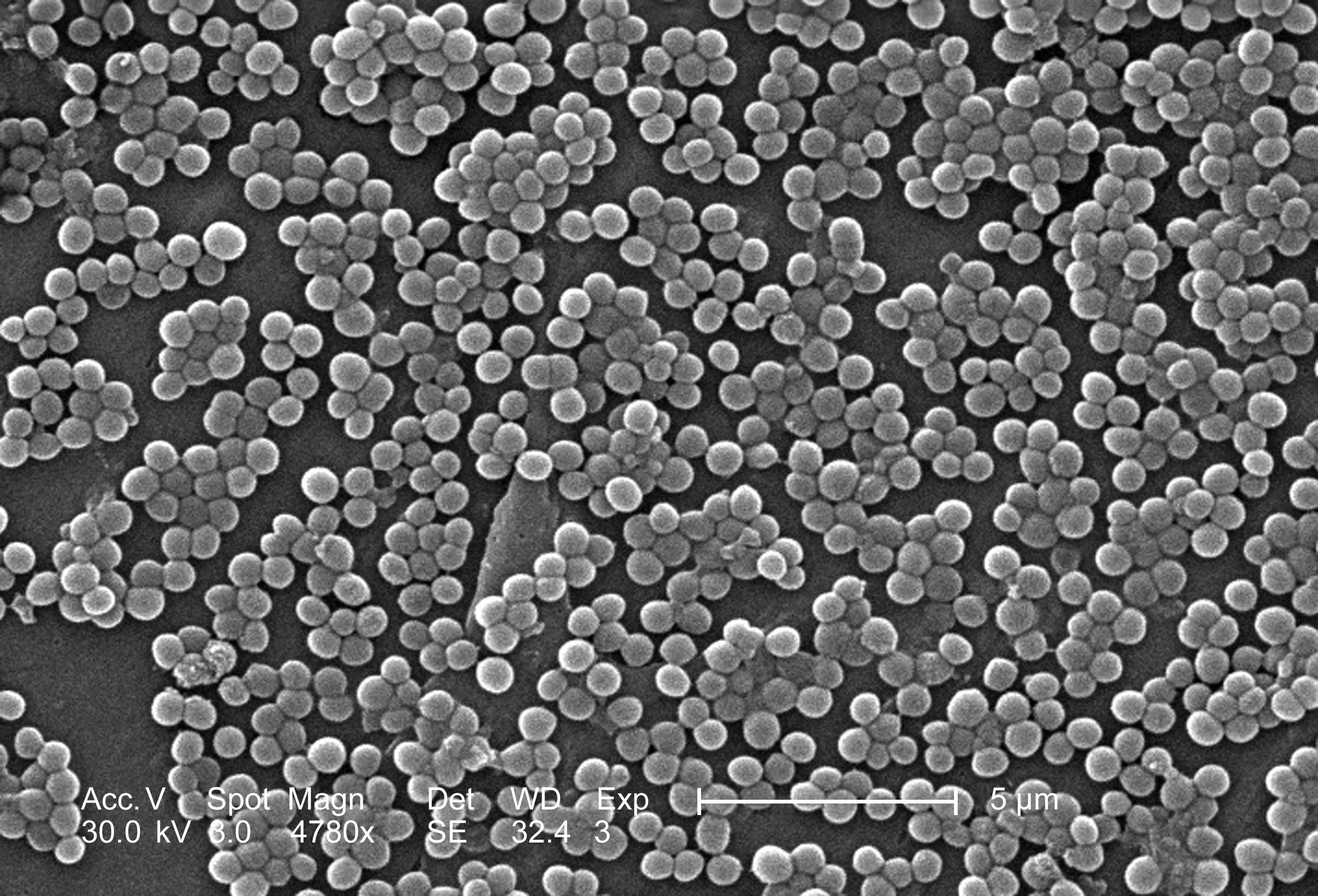
استافیلوکوک اورئوس (طلایی) مقاوم به متی سیلین در زیر میکروسکوپ

معمولا درمان این مرض هنگامی که به دیگر اندام ها مخصوصا اندام های داخلی بدن انتقال کند زمان گیر و دوره ای بوده  ممکن است ۴ تا ۵ ماه و حتی زیاد تر از ان (در بیماران  با سیستم ایمنی ضعیف)  طول بکشد و هزینه های زیادی بر دارد. نوع اکتسابی از جامعه (CA-MRSA) و نوع بیمارستانی آن (HA-MRSA)، هردو به آنتی‌بیوتیک‌های متداول مقاوم هستند.   نوع غیر بیمارستانی (نوع اکتسابی از جامعه)، به بعضی از آنتی‌بیوتیک‌ها مانند داروهای سولفامیدی (مثل کوتریموکسازول) و تتراسیکلین‌ها (مثل داکسی سیکلین و کلیندامایسین) حساس است اما داروی انتخابی برای درمان MRSA وانکومایسین است. آنتی‌بیوتیک‌های گلیکوپپتیدی* مثل وانکومایسین و تیکوپلانین به صورت تزریق وریدی، در این بیماران استفاده می‌گردد.
از پماد موپیروسین می‌توان در درمان‌های پوستی و زرد زخم ناشی استافیلوکوک اورئوس استفاده کرد.
مطالعات نشان داده‌است که آلیسین (ماده مؤثر در سیر) اثر مهارکنندگی روی این باکتری دارد.

### درمان روزآمد
با توجه به اینکه گروه سنی بیماران، شرایط سنی و شدت و ضعف ابتلا در آن‌ها متفاوت است راهنمایی‌های درمانی و دوره ای  از طرف متخصصین  تهیه و ارائه شده‌است که در درمان از آن‌ها استفاده می‌شود.
با وجود اینکه گزارش‌هایی از مقاومت باکتری به وانکومایسین نیز وجود دارد اما در حال حاضر از داروهای وانکومایسین تزریقی و لاینزولید استفاده می‌شود.

## سطح ضدباکتریایی آلیاژهایمس
با آزمایش‌های بسیار، نشان داده شده‌است که سطح مس و آلیاژهای آن، باکتری استافیلوکوک اورئوس مقاوم به متی‌سیلین را در کمتر از ۲ ساعت از زمان آلودگی نابود می‌کند. این نتایج، نویدبخش غلبه بر عفونت‌های بیمارستانی است. استفاده از مس در قسمت‌های فلزی تخت و میز بیمار، شیرآلات و دستگیره درها، سینی، سینک و ... ، به ویژه در بخش مراقبت‌های ویژه بیمارستان‌ها، سبب کاهش انتقال باکتری به دیگر افراد خواهد شد.